# Paulianyx
Paulianyx is een geslacht van hooiwagens uit de familie Triaenonychidae.
De wetenschappelijke naam Paulianyx is voor het eerst geldig gepubliceerd door Lawrence in 1959. 

## Soorten
Paulianyx omvat de volgende 2 soorten:
- Paulianyx brevipes
- Paulianyx ferruginea